# Aldwych Theatre
Aldwych Theatre – teatr w Londynie położony na West Endzie.

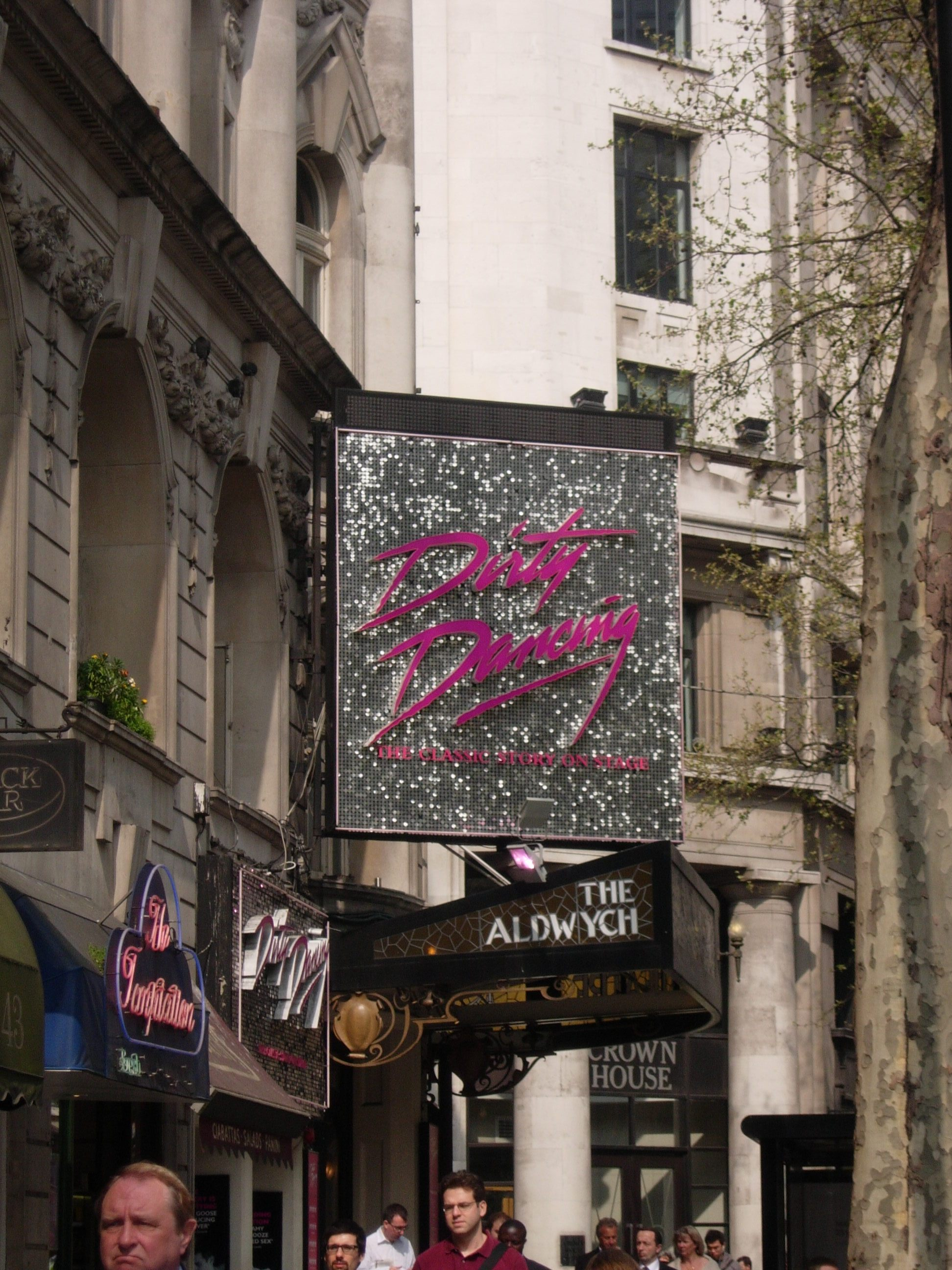
teatr z zewnątrz

Został założony w roku 1905 (oficjalne otwarcie 23 grudnia 1905), m.in. przez Seymour Hicks i Amerykanina Charlesa Frohmana z 1092 miejscami siedzącymi. W latach 1923–33 dokonywano w nim inscenizacji fars. W latach 1960–82 teatr ten był sceną współczesną Royal Shakespeare Company. Z kolei od 1964 do 1975 roku instytucja ta była gospodarzem międzynarodowego festiwalu teatralnego World Theatre Season, którego inspiratorem był P. Daubeny.
Obecnie w teatrze znajduje się 1200 miejsc siedzących. Można w nim zobaczyć głównie komedie i przedstawienia muzyczne. Jego właścicielem jest Amerykanin James Nederlander.

## Ważniejsze inscenizacje
- 1961 – Biesy
- 1962 – Kolekcja
- 1965 – The Homecoming
- 1971 – Old Times
- 1974 – Travesties
- 1996 – Tołstoj
- 1998 – Whistle Down the Wind
- 2006 – Fame
- 2006 – Dirty Dancing – The Classic Story on Stage
- 2018 -  Tina - the Tina Turner musical